# 트래비스 밴 윙클
트래비스 밴윙클(Travis Van Winkle, 1981년 11월 4일 ~ )은 미국의 배우이다. 《합격!》(2006), 《트랜스포머》(2007), 《13일의 금요일》(2009) 등의 영화와 《더 라스트 쉽》(2014-18), 《너의 모든 것》(2021) 등의 드라마에 출연하였다.

## 출연 작품

### 영화
- 합격! (2006)
- 트랜스포머 (2007)
- 미트 더 스파르탄 (2008)
- 어사일럼 (2008)
- 13일의 금요일 (2009)
- 생존게임 247°F (2011)
- 블러드워크 (2012)
- 로드 하우스 (2024)

### 텔레비전
- 댓츠 소 레이븐 (2004)
- 말콤네 좀 말려줘 (2005)
- The O.C. (2005)
- 제7의 천국 (2005)
- 베로니카 마스 (2007)
- 그릭 (2007)
- 90210 (2009)
- 로앤오더: 특수범죄 전담반 (2010)
- 해피 엔딩 (2011)
- 투 브로크 걸스 (2011)
- 두 남자와 1/2 (2012)
- CSI: 마이애미 (2012)
- 레이징 호프 (2012)
- 하트 오브 딕시 (2013)
- 더 라스트 쉽 (2014-18)
- 스콜피언 (2015)
- 인스팅크트 (2019)
- 너의 모든 것 (2021)
- 푸바 (2023-현재)